# Катастрофа C-54 в Такоме
Катастрофа C-54 в Такоме — авиационная катастрофа транспортного самолёта Douglas C-54G Skymaster американских военно-воздушных сил, произошедшая в ночь на пятницу 28 ноября 1952 года близ авиабазы Маккорд в районе города Такома (штат Вашингтон), при этом погибли 37 человек.

## Экипаж
Экипаж самолёта состоял из 7 человек:
- Командир корабля — 29-летний капитан Альберт Дж. Фентон (англ. Albert J. Fenton);
- Помощник командира корабля — 27-летний первый лейтенант Джеймс Д. Харви (англ. James D. Harvey);
- 20-летний лётчик 2-го класса Джон Х. Бенедикт (англ. John H. Benedict);
- 24-летняя лётчица 3-го класса Патрисия Бентли (англ. Patricia Bentley);
- 24-летний штаб-сержант Джозеф Х. Бокински (англ. Joseph H. Bokinsky);
- 21-летний лётчик 2-го класса Вилбер К. Чайлдерс (англ. Wilber C. Childers);
- 20-летний лётчик 3-го класса Бобби Р. Вильсон (англ. Bobby R. Wilson).

## Катастрофа
Военно-транспортный самолёт Douglas C-54G из 1701-го авиакрыла выполнял пассажирский рейс из Фэрбанкса (штат Аляска) в Такому (штат Вашингтон) по переброске группы военных с их семьями, а на его борту находились 39 человек (включая 7 членов экипажа), том числе 7 женщин (из них 5 гражданских) и 8 детей.
Ночью после полуночи на подходе к авиабазе Маккорд (близ Такомы) экипаж в 00:30 запросил данные о погоде в аэропорту Сиэтл-Такома. Согласно полученным данным, в регионе в это время стоял туман, а видимость достигала ¾ мили (1,2 км), что было выше метеоминимума, поэтому было принято решение выполнять посадку в Маккорде с южной стороны. Однако когда самолёт снизился до высоты 300 футов (91 м), видимость резко упала практически до нуля, поэтому в 00:48 лётчики доложили, что прерывают заход и уходят на родной аэродром — Мальмстрём (Грейт-Фолс, штат Монтана).
Через несколько минут на авиабазу поступил звонок от шерифа из Лейквуда, что к югу от города произошла авиакатастрофа. Продолжая следовать в северном направлении, в 00:50 «Дуглас» врезался в деревья, а затем в полутора километрах от аэродрома рухнул на поле. При ударе фюзеляж разорвало пополам, обломки разбросало на две сотни ярдов, а вытекшее топливо вспыхнуло, вызвав сильный пожар.
На месте были спасены только три человека: член экипажа 20-летний Бобби Вильсон (англ. Bobby Wilson), получивший ожоги третьей степени и повреждения внутренних органов, летевший пассажиром 23-летний лётчик Кертис Редд (англ. Curtis Redd) и 8-летний мальчик Джозеф М. Яковитти (англ. Joseph M. Iacovitti), потерявший в катастрофе отца, мать, двух братьев и сестру. Но 29 ноября Вильсон умер от полученных травм. Оба выживших пассажира также получили серьёзные травмы, однако смогли выжить. Всего авиакатастрофа близ Такомы унесла жизни 37 человек, в том числе полностью уничтожив три семьи.
Катастрофа получила резонанс, так как произошла спустя всего 8 дней после катастрофы военного C-124 на Аляске (52 погибших). А через три недели после катастрофы у Маккорда, в районе Мозес-Лейка, что также в штате Вашингтон, разбился военный C-124, при этом погибли 87 человек. То есть всего за 4 недели в северо-западной части США произошли подряд три катастрофы транспортных самолётов, унёсшие в общей сложности жизни 176 человек (52+37+87).

## Причины катастрофы
Комиссию по расследованию катастрофы возглавил бригадный генерал Ричард Дж. О’Киф (англ. Richard J. O’Keefe), который был вызван с авиабазы Нортон (штат Калифорния). Один из воздушных винтов был найден в сотне ярдов от основной области обломков, при этом он воткнулся в землю вертикально, а экспертиза показала, что данный винт ещё и не вращался перед ударом. Свидетели указали, что наблюдали огонь на правом крыле, либо двигателе. Но никаких докладов о пожаре от экипажа не поступало.
После всех экспертиз была установлена следующая картина происшествия. Когда экипаж во время захода на посадку столкнулся с очень густым туманом и принял решение уходить на аэродром Мальмстрём, то нос самолёта был круто задран вверх для набора высоты, а двигатели переведены на максимальный режим. Но затем неожиданно происходит отказ двигателя № 3, из-за чего общая сила тяги значительно падает, а самолёт уже не может подниматься, продолжая при этом следовать на малой высоте. Далее, пролетая над холмом, С-54 оказался очень низко над землёй, когда врезался в две ели высотой около 100 футов (30 м), в результате чего потерял скорость, а после упал на землю.